# Маврикийская оливковая белоглазка
Маврикийская оливковая белоглазка (лат. Zosterops chloronothos). Впервые описан и назван Zosterops chloronothos Vieillot в Nouveau Dictionnaire d’Histoire Naturelle Appliquée Aux Arts… vol. 9, p.408. (часто используется ошибочный вариант Zosterops chloronothus) — вид воробьиных птиц из семейства белоглазковых (Zosteropidae). Очень редок.

## Распространение
Эндемики Маврикия.

## Описание

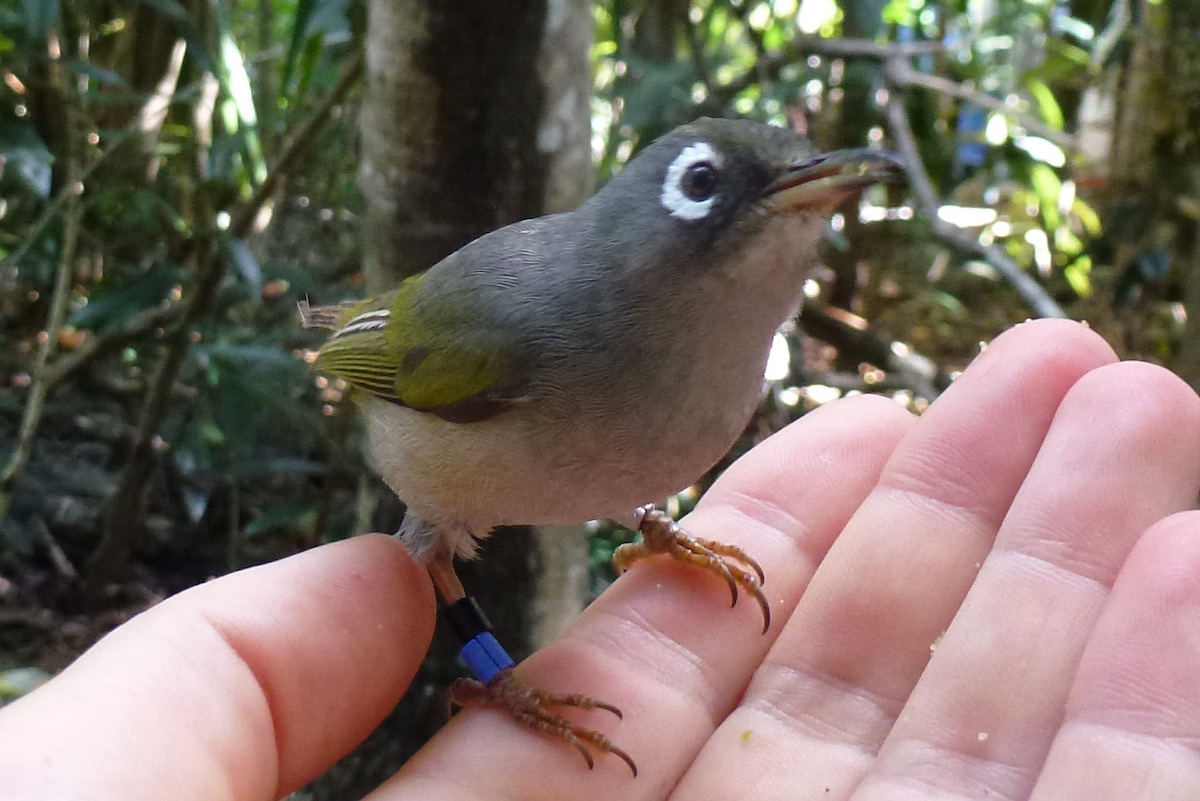
Самец на руке

Длина тела около 10 см. Верхяя сторона тела тускло-оливково-зелёная, нижняя бледнее.

## Биология
Брачный период с сентября по март, в кладке два яйца.

## Охранный статус
МСОП присвоил виду охранный статус CR. Основную угрозу представляют крысы, макаки-крабоеды и замещение цветов-эндемиков Маврикия, от нектара которых зависят птицы, завезенными извне видами. Популяция сократилась с 350 пар в 1975 году до всего 120 пар в 2002.